# While Heaven Wept
I While Heaven Wept (spesso abbreviati in WHW) sono stati un gruppo statunitense di musica epic doom metal formatosi a Dale in Virginia.

## Storia del gruppo
Il gruppo fu fondato da Tom Phillips e da Chris Galvan, entrambi ex-membri dei Polaris, con il nome Dream Wytch. A metà del 1990 Chris lasciò la band per frequentare il Berklee College of Music nel tentativo di iniziare una carriera nella musica jazz, mentre alla batteria fu reclutato Jim Chappel, anche lui ex membro dei Polaris. Qualche tempo dopo entrò a far parte della formazione il bassista Chad Peevy. Le prime esibizioni live del gruppo si tennero intorno al 1992, con Jon Paquin Ricardo Garcia alla batteria e Shane Privette alla voce. La prima pubblicazione del gruppo fu un demo uscito inizialmente in formato cassetta in 50 copie del 1994 intitolato Lovesongs of the Forsaken.. Il primo album in studio, Sorrow of the Angels (Eibon Records), fu pubblicato nel 1998 dopo continui slittamenti di tempo: la formazione attuale includeva il chitarrista Waldrop Scott e il bassista Jimmy Murad. Dopo pochi concerti, i While Heaven Wept si presero una pausa.
In seguito a continui cambi di formazione, nel 2003 uscì il secondo album Of Empires Forlorn. Poco prima dell'uscita del singolo The Drowning Years, fu pubblicata un'antologia in edizione limitata su due LP chiamata Chapter One: 1989-1999, uscita per l'etichetta tedesca Metal Records Supremacy, contenente tutto il materiale che i WHW produssero durante il loro primo decennio di esistenza. Per la promozione dell'album era stato progettato un tour in Europa che includeva nuovi membri nella formazione. Nel 3 novembre 2009 uscì il terzo album Vast Oceans Lachrymose.
Il 15 novembre 2010 venne annunciato il passaggio dei While Heaven Wept dall'etichetta italiana Cruz del Sur Music alla major Nuclear Blast. Il 16 aprile 2011 i While Heaven Wept parteciparono alla V edizione dell'"Hammer of Doom" festival alla Posthalle in Würzburg, Germania. Il 22 aprile uscì Fear of Infinity il quarto album in CD e vinile per l'etichetta Nuclear Blast che, per l'occasione, stampò anche una versione in edizione limitata a 250 copie in doppio vinile viola: l'etichetta High Roller Records curò invece l'uscita limitata a 200 copie di una versione in doppio vinile di colore blu. Il 27 maggio 2011 iniziò un tour europeo come band di supporto del gruppo irlandese Primordial, dalla durata di 10 giorni in 10 diverse località. Il 6 agosto 2014, attraverso le pagine internet del sito ufficiale della Nuclear Blast e dal profilo ufficiale di Facebook del chitarrista Tom Phillips, venne rivelato l'artwork del nuovo album Suspended at Aphelion e l'elenco tracce ufficiale. L'album esce il 24 ottobre 2014.
Il 26 maggio 2017 dalla sua pagina ufficiale su Facebook, il chitarrista fondatore, Tom Phillips, ha annunciato che la band non continuerà più la sua attività per i suoi problemi personali con l'alcolismo.

## Stile musicale
In un'intervista, Tom Phillips ha dichiarato che le principali influenze del gruppo sono i Candlemass e i primi tre album dei Fates Warning. Gran parte dei recensori musicali descrive il loro genere come un "doom melodico". Secondo una recensione su Metalitalia.com, è "impossibile inquadrare in un genere preciso i WHW, creatura multiforme che nel corso degli anni ha imbracciato molti sottogeneri dell’heavy classico come il doom, il power di stampo americano il tutto condito da un marcato accento progressivo": col tempo, la band ha incluso sempre più influenze Progressive metal nel loro stile. I testi delle canzoni dei While Heaven Wept tratano spesso argomenti dolorosi, come la perdita di persone care e temi basati sullo sconforto. Ciò è in parte dovuto anche alle forti delusioni avute all'inizio del percorso musicale a cui andò incontro il fondatore Tom Phillips e i suoi problemi personali.

## Formazione

### Formazione attuale
- Rain Irving - voce (2008-2017)
- Tom Phillips - voce, chitarra, tastiere (1989-2017)
- Scott Loose - chitarra (1998-2017)
- Jim Hunter - basso, voce (1998-2017)
- Jason Lingle - tastiere (2010-2017)
- Trevor Schrotz - batteria (2000-2001, 2004-2017)

### Ex componenti
- Brendan "Ber" Galvan - voce (1989-1991)
- Shane Privette - voce (1992)
- Chris Galvan - chitarra (1989-1990)
- Kenny Thomas - chitarra (1992)
- Ricardo Garcia - chitarra (1992)
- Scott Waldrop - chitarra (1998)
- Kevin Hufnagel - chitarra (1995)
- Angelo Tringali - chitarra (2003)
- Chad Peevy - basso (1990-1992)
- Jason Stone - basso (1992)
- Gabe Funston - basso (1992-1995)
- Jim Murad - basso (1998)
- Danny Ingerson - basso, tastiere, viola (1995-1998)
- Michelle Loose-Schrotz - tastiere (1998, 2003)
- Greg Schwan - tastiere
- Wiley Wells - tastiere
- Jake Bodnar - tastiere
- Jim Chappell - batteria (1990-1991)
- James Whorton - batteria (1992)
- Jon Paquin - batteria (1992-2000, 2001)
- Phil Bloxam - batteria (2001)
- Jason Gray - batteria (2001-2003)

## Discografia

### Album in studio
- 1998 - Sorrow of the Angels (Eibon Records)
- 2003 - Of Empires Forlorn (Eibon Records)
- 2009 - Vast Oceans Lachrymose (Cruz Del Sur Music)
- 2011 - Fear of Infinity (Nuclear Blast Records)
- 2014 - Suspended at Aphelion (Nuclear Blast Records)

### Album dal vivo
- 2010 - Triumph:Tragedy:Transcendence (Live at the Hammer of Doom Festival) (High Roller Records)

### Raccolte
- 2002 - Chapter One: 1989-1999 (Metal Supremacy)
- 2003 - Lovesongs of the Forsaken (High Roller Records)
- 2011 - The Arcane Unearthed (Vast Music Lachrymose)

### Altre pubblicazioni
- 1994 - Lovesongs of the Forsaken demo
- 1995 - Lovesongs of the Forsaken EP
- 1996 - While Heaven Wept / Cold Mourning split album

### Singoli
- 1994 - Into the Wells of Sorrow
- 2002 - The Drowning Years
- 2010 - Vessel

### Collaborazioni
- 1999 - At the Mountains of Madness con Into the Wells of Sorrow
- 2002 - Knuckletracks XLV con The Drowning Years
- 2003 - Obskure Sombre Records Doom Fuzz Compilation 2003 con The Drowning Years versione singolo